# Francisco Trincão
Francisco António Machado Mota Castro Trincão, conegut simplement com a Francisco Trincão (Viana do Castelo, 29 de desembre de 1999) és un futbolista professional portuguès que juga com a davanter per l'Sporting CP i la selecció portuguesa.

## Carrera de club
Trincão va començar la seva carrera a les categories inferiors de l'SC Vianense. Va acabar la formació amb una convocatòria amb el FC Porto i dues a l'S.C. Braga.
Trincão va debutar com a sènior el 2 d'abril de 2016 amb l'S.C. Braga B a la Segunda Liga, entrant com a substitut al minut 81 per Carlos Fortes en una derrota per 2–1 a fora contra l'S.C. Freamunde. Va marcar el seu primer gol com a sènior el 7 de maig de 2017, en una derrota per 2–3 a casa contra el FC Porto B. Va fer cinc gols a la segona divisió portuguesa la temporada 2017–18, inclòs un doblet l'1 d'octubre en una victòria a casa per 5–4 contra el C.D. Nacional que significà la primera victòria de la temporada, i en finalitzar-la, signà un nou contracte per cinc anys més.
El 28 de desembre de 2018, Trincão va jugar el seu primer partit amb el primer equip, en una victòria per 4–0 contra el Vitória FC a la fase de grups de la Taça da Liga 2018–19, quan va substituir Fransérgio al minut 62. Cinc dies després, l'entrenador Abel Ferreira el va fer debutar a la Primeira Liga substituint Dyego Sousa en els darrers cinc minuts d'una derrota contra el C.S. Marítimo.
Trincão va marcar el seu primer gol pel Braga el 12 de desembre de 2019 al darrer partit de la fase de grups de la Lliga Europa de la UEFA, i també va fer una assistència de gol en una victòria per 4–2 contra l'SK Slovan Bratislava que va permetre el seu equip situar-se en primer lloc. El següent 4 de gener fou titular per primer cop, amb el nou entrenador Rúben Amorim, i va marcar el seu primer gol en lliga en una golejada per 7–1 a fora contra el Belenenses SAD; tres setmanes després, entrà com a suplent al minut 50, per Galeno, en la final de la Taça da Liga de 2020 contra el FC Porto guanyada a l'Estadio Municipal de Braga.

### FC Barcelona
El 31 de gener de 2020 el FC Barcelona va anunciar haver arribat a un acord pel traspàs de Trincão, tot i que no es faria efectiu fins a l'1 de juliol de 2020.
Després d'un traspàs de 31 milions d'euros, va signar contracte per cinc anys, amb una clàusula de rescissió de 500 milions. Va debutar a La Liga el 27 de setembre, jugant 12 minuts en una victòria per 4–0 a casa contra el Vila-real CF. Va gaudir de la seva primera titularitat el 20 d'octubre, en la golejada a casa per 5–1 contra el Ferencvárosi TC a la fase de grups de la Lliga de Campions de la UEFA 2020–21, tot jugant en la posició d'Antoine Griezmann com a extrem dret, i fent una bona actuació.
Trincão va marcar el primer gol amb el Barça el 7 de febrer de 2021, el de la victòria en un 3–2 a fora contra el Reial Betis en partit de lliga. El següent cap de setmana va fer un doblet, després de rebre assistències d'Ilaix Moriba i de Lionel Messi, en partit contra el Deportivo Alavés que guanyà el Barça per 5–1.

#### Cessió als Wolves
El 4 de juliol de 2021, el Wolverhampton Wanderers FC va anunciar que rebia el jugador cedit des de Barcelona, per un any, supeditat a la superació de la revisió mèdica, i amb una opció de compra futura. Allà es va reunir amb Pedro Neto, amb qui havia jugat de petit al Vianense i el Braga. Va debutar a la Premier League el 14 d'agost, com a titular en una derrota per 1–0 a fora contra el Leicester City FC. El seu primer gol va arribar deu dies després, en una victòria per 4–0 contra el Nottingham Forest FC a la segona ronda de l'EFL Cup.
Trincão va marcar el primer gol a la Premier League (i la primera assistència) en una derrota a casa per 3–2 contra el Leeds United FC el 18 de març de 2022, en un partit en que havia entrat com a suplent a la primera part en lloc del lesionat Rúben Neves. Va disputar 30 partits durant la seva cessió, 16 com a titular, però participant en només quatre gols.

#### Cessió al Sporting CP
El 13 de juliol de 2022, l'Sporting CP va acordar amb el Barça la cessió de Trincāo amb opció a compra. El club portuguès pagaria tres milions d'euros per la cessió, més set de posteriors per l'opció de compra obligatòria a final de temporada, per adquirir el 50% dels drets del jugador.

## Internacional
El juliol de 2018, Trincão formà part de la selecció portuguesa sub-19 que va guanyar la Campionat d'Europa de Futbol sub-19 de la UEFA en vèncer Itlàlia per 4–3 a la final, en el temps afegit; ell va marcar un gol en el partit, disputat a Seinäjoki, Finlàndia. Amb el seu company d'equip Jota, va acabar el torneig com a màxim golejador, amb cinc gols; els altres foren doblets contra Noruega al primer grup de classificació i contra Ucraïna en un partit guanyat per 5–0 per accedir a la semifinal.
At the Copa del Món de futbol sub-20 de 2019 a Polònia, Trincão hi va jugar tres partits amb Portugal, i hi marcà l'únic gol de la victòria inaugural del seu equip contra Corea del Sud, tot i que la seva selecció no va superar la fase de grups. Va disputar el seu primer partit amb la selecció sub-21 el 5 de setembre d'aquell any, marcant un gol i essent determinant en dos altres en una victòria per 4–0 contra Gibraltar, en la fase de qualificació pel Campionat d'Europa de Futbol sub-21 de la UEFA de 2021.

## Palmarès
Braga
- Taça da Liga: 2019–20[10]

FC Barcelona
- Copa del Rei: 2020–21[36]

Portugal
- Campionat d'Europa de Futbol sub-19 de la UEFA: 2018[31]

Individual
- Màxim golejador del Campionat d'Europa de Futbol sub-19 de la UEFA: 2018 (5 gols, empatat amb Jota)[37]